# Paspalum strigosum
Paspalum strigosum là một loài thực vật có hoa trong họ Hòa thảo. Loài này được Döll ex Chase mô tả khoa học đầu tiên năm 1929.